# Districte de Búzi
El districte de Búzi és un districte de Moçambic, situat a la província de Sofala. Té una superfície de 7.329 kilòmetres quadrats. En 2007 comptava amb una població de 159.614 habitants. Limita al nord amb el districte de Nhamatanda, a l'oest amb els districtes de Sussundenga (districte de la província de Manica) i Chibabava, al sud amb el districte de Machanga, a l'est amb l'oceà Índic i al nord-est amb el districte de Dondo.

## Divisió administrativa
El districte està dividit en tres postos administrativos (Búzi, Estaquinha i Nova Sofala), compostos per les següents localitats:
- Posto Administrativo de Búzi:
  - Vila de Búzi
  - Bândua
  - Búzi
  - Grudja
- Posto Administrativo de Estaquinha:
  - Chissinguana
  - Estaquinha
- Posto Administrativo de Nova Sofala:
  - Ampara
  - Nova Sofala